# Brothers of Brazil

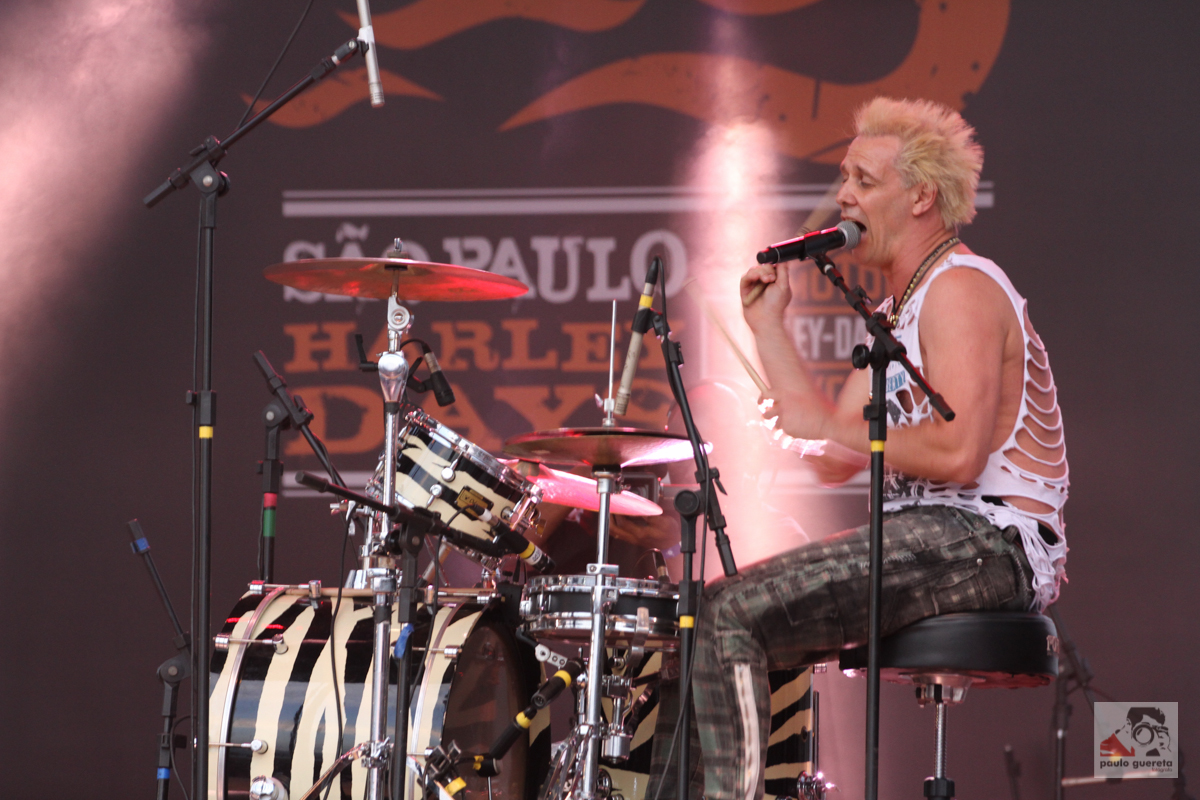

Brothers of Brazil é uma dupla de rock and roll brasileira formada pelos irmãos João Suplicy e Supla.

## Carreira
Em 2009 Supla e João Suplicy decidiram se juntar em uma dupla pela primeira vez, utilizando o nome sugerido pelo empresário Bernard Rhodes, ex-empresário do The Clash, lançando o primeiro álbum, Punkanova. Em 2011 veio o disco Brothers Of Brazil, com o qual ganharam destaque internacional ao darem entrevista na rádio BBC de Londres, com direito a cinco músicas ao vivo, e fizeram mais de 250 shows só entre o Reino Unido e os EUA, incluindo três turnê  com os Adam Ant, Hugh Cornwell (ex-Stranglers), e com as bandas Flogging Molly, The Adicts, Pennywise e The Aggrolites, além de participarem de festivais como o Bamboozle. Em meio a tantas turnês, e viagens de um lugar para o outro, a dupla finalmente lança o terceiro álbum de estúdio,On My Way, que apresenta uma raiz mais roqueira do duo.
No primeiro semestre de 2013, Brothers of Brazil gravou em Nova Iorque mais uma temporada do programa "Brothers na Gringa", pela Mix TV e fizeram shows em Boston, Philadelfia, Nova Iorque e lotaram o "The Roxy" - grande casa de shows na Sunset Blvd, em Los Angeles. Além de uma participação no Music Cares Foundation. Em setembro de 2013, a dupla esteve em turnê com Hugh Conwell pelo West Coast nos EUA, voltando para o Brasil para completar a agenda de shows de 2013, teve a música "Take the Money and Run Away to Rio", inclusa na trilha sonora da telenovela das 7 da Rede Globo Além do Horizonte. Em 2014, a dupla já está em fase de pré-produção do novo álbum, Melodies From Hell, que deverá ser gravado em Nashville, nos EUA, e lança o primeiro EP "Come On Over", para a promoção do novo álbum, e o single "Tudo Pelo Poder";

## Turnês
No Brasil, a dupla já participou de diversos festivais como o SWU, Festival Planeta Terra, festival da rádio 89FM A Rádio Rock, da Rádio Mix, fizeram o MTV Verão, além de shows em diversas casas de norte a sul do Brasil. Também foram para programas de televisão, como por exemplo: Altas Horas, Programa do Jô, Agora É Tarde, entre outros, além de ter o vídeo da canção "On My Way" e "Viva Liberty" no TOP10 da extinta MTV por várias semanas, sendo que a primeira foi tema da telenovela Balacobaco da Rede Record, e ambas entraram nas programações das rádios de rock do país, como por exemplo a Kiss FM e 89FM A Rádio Rock.

## Prêmios
Em julho de 2012, a dupla foi indicada como "Melhor Banda" no VMB, premiação da MTV Brasil, e em dezembro do mesmo ano, a canção "On My Way" foi eleita uma das 20 melhores músicas de 2012 pela revista Rolling Stone.

## Discografia
| Ano  | Detalhes do Álbum | Singles                                                        |
| ---- | --- | -------------------------------------------------------------- |
| 2009 | PUNKANOVA - Lançamento: 2009 - Gravadora (s): SideOneDummy Records (EUA)/Conheça A Amazônia (Brasil) - Formato (s): LP, CD, download digital | --                                                             |
| 2011 | Brothers Of Brazil - Lançamento: 2011 - Gravadora (s): SideOneDummy - Formato (s): CD, download digital                                      | --                                                             |
| 2012 | On My Way - Lançamento: 2012 - Gravadora (s): SideOneDummy/Conheça A Amazônia - Formato (s): CD, LP, download digital                        | 1. "On My Way"                                                 |
| 2014 | Come On Over (EP) - Lançamento: 2014 - Gravadora (s): SideOneDummy/Conheça A Amazonia - Formato (s): download digital                        | 1. "Come on Over"                                              |
| 2014 | Melodies From Hell - Lançamento: 2014 - Gravadora (s): SideOneDummy - Formato (s): CD, download digital                                      | 1. "Come On Over" 2. "Tudo Pelo Poder" 3. "Melodies From Hell" |